# 登窯広場・展示工房館
登窯広場 展示工房館（のぼりがまひろば てんじこうぼうかん）は、愛知県常滑市の地場産業である陶磁器をテーマとした広場と展示施設。常滑市の観光モデルコース・やきもの散歩道内に位置する。

## 概要
1997年（平成9年）にオープン。2019年（平成31年）4月1日より株式会社新東通信が指定管理者として管理・運営を担っている。
やきもの散歩道Aコースの中核施設であり、窯の見学や絵付け体験を実施している。
展示工房館に展示されている「両面焚倒焔式角窯（りょうめんだきとうえんしきかくがま）」は、大正10年頃に作られ、昭和23年頃の大改修を経て昭和55年まで実際に使用されていた。
窯の正面に入り口が2つある珍しい形であり、当時は窯要れに2日、さらに3日～4日かけて酸化焼成焚き上げ、7～10日間冷ましてから窯出しをしていた。戦前は硫酸瓶・焼酎瓶・土管・急須などを、戦後は盆栽鉢を焼いていた。現在は窯の中に入って見学することができる。
絵付け体験では、土管や招き猫、丸皿などの製作ができる。
登窯広場には杉江淳平「輝き」、柴田正明「時空」の作品が設置されている。アニメ映画『泣きたい私は猫をかぶる』にて、冒頭のムゲと日之出のシーンや、太郎と化け猫（猫店主）が出会うシーンの舞台として描かれた。

## 利用案内（展示工房館）
- 開館時間 : 10:00 - 16:00
- 休館日 : 水曜日（祝日の場合は翌日）、年末年始
- 入館料 : 無料

## 交通アクセス
- 名鉄常滑線「常滑駅」から徒歩で約7分。